# Taunus Sparkasse
Die Taunus Sparkasse ist die Sparkasse des Hochtaunuskreises und des Main-Taunus-Kreises mit Sitz in Bad Homburg vor der Höhe, Hofheim am Taunus und Frankfurt-Höchst. Sie entstand am 1. Januar 1991 durch die Fusion der Kreissparkassen des Hochtaunuskreises und des Main-Taunus-Kreises. Die Taunus Sparkasse ist mit 52 Standorten (davon 38 personenbesetzte Filialen) und 793 Mitarbeitern das größte Finanzinstitut im Geschäftsgebiet.

## Organisationsstruktur
Die Taunus Sparkasse ist eine Anstalt des öffentlichen Rechts. Organe der Sparkasse sind der Vorstand und der Verwaltungsrat. Träger ist der Sparkassenzweckverband Taunus. Über den Sparkassen- und Giroverband Hessen-Thüringen in Frankfurt am Main und Erfurt ist sie dem Deutschen Sparkassen- und Giroverband e. V. in Berlin und Bonn angeschlossen.
Im Privatkundengeschäft ist das Geschäftsgebiet in zwei Regionalmärkte untergliedert – die Marktbereiche Hochtaunuskreis und Main-Taunus-Kreis. Für ihre gewerblichen Kunden gibt es drei Gewerbekundencenter. Im Segment „Unternehmer & Unternehmen“ bündelt die Taunus Sparkasse die Bereiche Private-Banking, Firmenkunden und Kommunen, Investoren und Projektentwickler. Einer der wesentlichen Geschäftsschwerpunkte im Kreditgeschäft ist die Finanzierung von Immobilien. Diese umfasst zum einen die Objektfinanzierung für Eigennutzer, zum anderen steht die Taunus Sparkasse Projektentwicklern sowie Investoren als Kreditgeber zur Verfügung.

## Geschäftszahlen
Die Taunus Sparkasse wies im Geschäftsjahr 2023 eine Bilanzsumme von 7,439 Mrd. Euro aus und verfügte über Kundeneinlagen von 5,498 Mrd. Euro. Gemäß der Sparkassenrangliste 2023 liegt sie nach Bilanzsumme auf Rang 47. Sie unterhält 52 Filialen/Selbstbedienungsstandorte und beschäftigt 793 Mitarbeiter.

## Geschichte

### Geschichte der Sparkasse des Hochtaunuskreises

#### Amtssparkasse Homburg
Am 6. Juli 1825 erfolgte die Gründung der Sparkasse für das Amt Homburg (Amtssparkasse), einer nach dem Vorbild der Frankfurter Sparkasse von 1822 gegründeten, privatrechtlich organisierten Sparkasse.
Nach verhaltenem Beginn des Geschäfts führte 1833 die Einführung von Leihbüchelchen (Sparbüchern) zu einer Ausweitung des Geschäfts.
Mit der Gründung des Obertaunuskreises weitete 1867 die Amtssparkasse ihre Tätigkeit auf das Gebiet des gesamten Kreises aus.
Da die Amtssparkasse nicht mündelsicher war und 1889 fast in Konkurs gegangen wäre, wurde lange über die Umwandlung in eine öffentliche Rechtsform diskutiert. Nachdem dies von den Eigentümern nicht gewünscht war, erfolgte die Gründung der Kreissparkasse als Konkurrenzunternehmen. Erst 1920 wurde die Amtssparkasse Homburg in die Kreissparkasse des Obertaunuskreises integriert.

#### Kreissparkasse des Obertaunuskreises
Der Kreistag des Obertaunuskreises beschloss am 27. Juni 1906 die Gründung einer mündelsicheren öffentlichen Kreissparkasse. Diese Kreissparkasse des Obertaunuskreises nahm am 2. Januar 1907 ihre Geschäfte auf. Erster Leiter wurde Philipp Stumpff, der die Kreissparkasse bis 1935 leitete. 1908 verfügte die Sparkasse bereits über Spareinlagen in Höhe von 910.009,- Goldmark, der bis 1914 auf 2.397.701,- Mark anstieg (in heutiger Kaufkraft 15.769.231 €). Nachdem die Aktiva der Sparkasse in der Inflation 1923 ihren Wert nahezu völlig verloren hatten, wuchs die Sparkasse danach wieder stark und konnte Ende 1926 eine Million Rentenmark an Spareinlagen aufweisen.
Die Kreissparkasse des Obertaunuskreises wurde durch ihre neue Satzung vom 22. September 1932 zu einer Anstalt des öffentlichen Rechts. Bis dahin war sie als Glied der Kreisverwaltung unselbständig. Der Obertaunuskreis blieb aber Gewährträger.
1933 übernahm die Kreissparkasse die noch bestehenden kleinen Spar- und Leihkassen in Oberursel (gegründet 1858), Oberhöchstadt, Köppern, Gonzenheim, Seulberg und Weißkirchen.
Am 31. Januar 1935 schied Stumpff aus der Sparkasse aus und Heinrich Trüller wurde neuer Direktor. Zu diesem Zeitpunkt betrugen die Spareinlagen 4,6 Millionen Reichsmark.
In der Zeit des Nationalsozialismus wurden die Sparkassen Teil der Kriegsfinanzierung des Regimes. Durch Maßnahmen wie das Eiserne Sparen stiegen die Spareinlagen der Sparkasse des Obertaunuskreises, die 1938 rund 7,5 Millionen Reichsmark betrugen bis zum Ende des Krieges auf 39 Millionen Reichsmark (zu denen noch einmal 7,5 Millionen Sichteinlagen kamen). Über Staatsanleihen und Kredite an den Staat flossen diese Gelder von der Sparkasse in die Kriegsfinanzierung.
Nach dem Ende des Krieges wurde Direktor Trüller von den amerikanischen Militärbehörden abgesetzt. Der neue Direktor Wilhelm Dannhof führte die Sparkasse bis 1963. Seine Amtszeit begann unter denkbar schlechten Voraussetzungen. Die Sparkassengeschäftsräume im Landratsamt waren durch die Amerikaner beschlagnahmt worden. Nachdem die Räume 1946 wieder genutzt werden konnten, war jedoch das Archiv verschwunden. Die Währungsreform führte zu einem Rückgang der Spareinlagen von 43 Millionen Reichsmark auf unter 2 Millionen DM. Auch das Eigenkapital sank von 1,4 Millionen auf 175.000 Mark. Das folgende Wirtschaftswunder ließ auch die Geschäfte der Sparkasse rasant steigen. 1956 betrugen die Einlagen 23 Millionen DM, 1963 bereits 83 Millionen und 1966 fast 130 Millionen.
Dazu trug auch der Neubau der Sparkassenzentrale in bester Lage in Bad Homburg bei. Die Sparkasse erwarb das Grundstück des im Krieg zerstören Kurtheaters neben dem Kurhaus an der Louisenstraße. Das neue Sparkassengebäude wurde 1953 eröffnet.

#### Kreissparkasse des Hochtaunuskreises
Im Jahr 1972 werden im Rahmen der hessischen Kreisreform der Obertaunuskreis und der Landkreis Usingen zum Hochtaunuskreis verschmolzen. Da im Altkreis Usingen keine Sparkasse bestand, expandierte die Kreissparkasse in die hinzugekommenen Orte. In Neu-Anspach, Usingen, Wehrheim und Grävenwiesbach wurden Filialen eröffnet. Der Name wurde in „Kreissparkasse des Hochtaunuskreises“ geändert.
Analog der Entwicklung des Landkreises kamen 1975 erneut Filialen hinzu: Glashütten und Schmitten im Taunus, Weilrod, Burgholzhausen vor der Höhe und Ober-Erlenbach.
| Leiter der Kreissparkasse | Jahre     |
| ------------------------- | --------- |
| Philipp Stumpff           | 1906–1935 |
| Heinrich Trüller          | 1935–1945 |
| Wilhelm Dannhof           | 1945–1964 |
| Wilhelm Weirich           | 1964–1983 |
| Hans Mehrens              | 1983–1986 |
| Werner Sommerkorn         | 1986–1987 |
| Eduard J. Freudl          | 1987–1991 |

### Geschichte der Sparkasse des Main-Taunus-Kreises
1911 wurde die Errichtung einer Kreissparkasse für den Kreis Höchst  eröffnet.
1928 wurde Höchst nach Frankfurt eingemeindet und der Main-Taunus-Kreis aus den übrigen Teilen der Altkreise Höchst und Wiesbaden sowie 13 Gemeinden des Obertaunuskreises gegründet. Die Kreissparkasse für den Kreis Höchst benannte sich um in „Kreissparkasse des Main-Taunus-Kreises“. Mit der Gebietsreform war eine Ausdehnung des Geschäftsgebietes verbunden. Hinzu kamen unter anderem die Zweigstellen Flörsheim am Main, Wicker, Weilbach und Eddersheim von der ehemaligen Kreissparkasse Wiesbadener Land. Weiterhin wurden Filialen in Gemeinden des Obertaunuskreises eröffnet: Schwalbach am Taunus, Eppstein, Kelkheim, Schloßborn und Glashütten. Jedoch konnte in Hofheim, der Kreisstadt des Main-Taunus-Kreises, erst im iDezember 1952 eine eigene Filiale eröffnet werden.
| Leiter der Kreissparkasse | Jahre     |
| ------------------------- | --------- |
| Friedrich Diekhoff        | 1911–1950 |
| Heinz Waldschmidt         | 1950–1972 |
| Hans-Georg Pilz           | 1972–1991 |

### Geschichte der Taunus Sparkasse
Nach dem Beschluss der beiden Kreistage über die Fusion zur Taunus Sparkasse im März 1990, wurde die Fusion 1991 wirksam. Da Fusionen unter Sparkassen damals nicht im Sparkassengesetz vorgesehen waren, musste in zweiter Instanz noch der hessische Landtag über die Fusion entscheiden. Das neue Institut hatte eine Bilanzsumme von 4,5 Milliarden Mark, verwaltete Einlagen in Höhe von 3,3 Milliarden Mark und beschäftigte 774 Mitarbeiter. Vorstandsvorsitzender der Taunus Sparkasse wurde Hans-Georg Pilz, welcher das Amt bereits bei der Kreissparkasse des Main-Taunus-Kreises ausübte. Die Taunus Sparkasse war damit die drittgrößte Sparkasse in Hessen und besitzt drei Hauptstellen, nämlich in Höchst, Hofheim und Bad Homburg.
Im ersten Quartal 1999 zogen alle internen Abteilungen in das neugebaute „Dienstleistungszentrum“ in Bad Homburg.
| Vorstandsvorsitzende der Taunus Sparkasse | Jahre     |
| ----------------------------------------- | --------- |
| Hans-Georg Pilz                           | 1991–1999 |
| Hans-Dieter Homberg                       | 1999–2012 |
| Oliver Klink                              | seit 2012 |

2002 übernahm die Corpus Sireo GmbH die Mehrheit an der Immobilien-Vermittlungsgesellschaft der Taunus-Sparkasse (IVG) von der Taunus Sparkasse. Mit diesem Schritt trennte sich die Taunus Sparkasse von ihrem eigenen Vermittlungsgeschäft und ging eine Partnerschaft mit der Corpus Sireo GmbH ein. Die Gesellschaft wurde nach der Übernahme in S Corpus Immobilienvermittlungs GmbH umbenannt. Die Kooperation wurde zum 30. Juni 2009 beendet. Seit Ende April 2010 arbeitet die Taunus Sparkasse bei der Vermittlung von Immobilien mit der S-Landesimmobilien GmbH, einer Tochter der LBS Hessen-Thüringen, zusammen.
Die Taunus Sparkasse änderte seit 1991 einige Male ihren Marktauftritt und das Logo. Die Änderungen bezogen sich bisher auf Logo, Schreibweise und die Schriftart. Ihren letzten Relaunch vollzog sie 2009. Zu diesem Zeitpunkt führte sie die vom Deutschen Sparkassen- und Giroverband vorgegebene Corporate Identity ein. Vor der Umstellung war die Taunus Sparkasse mit 4 verschiedenen Logos am Markt vertreten.

Logo seit Mitte 2009

## Gesellschaftliches Engagement
Neben ihrer Geschäftstätigkeit als regionales Kreditinstitut, stellt die Taunus Sparkasse auch Mittel für gemeinnützige Zwecke zur Verfügung. 2014 leistete sie, direkt und über ihre gemeinnützige Stiftung, über 1,7 Millionen Euro.

### Gemeinnützige Stiftung der Taunus Sparkasse
Bereits seit 1985 besteht die gemeinnützige Stiftung der Taunus Sparkasse, mit Sitz in Hofheim am Taunus. Zweck der Stiftung ist Kunst und Kultur, Altenhilfe, Denkmalschutz und -pflege, Heimatpflege und Heimatkunde, sowie Kinder- und Jugendhilfe. Die Stiftung verfügt über ein Stiftungsvermögen von ca. 6,3 Millionen Euro.

### Kinder lachen – Stiftung für Flüchtlingskinder
2015 gründete die Taunus Sparkasse die Stiftung Kinder lachen – Stiftung für Flüchtlingskinder mit einer Stiftungssumme von 100.000 Euro für 5 Jahre. Stiftungszweck ist die Förderung von Kindern und Jugendlichen aus Flüchtlingsfamilien. Hierzu werden vorwiegend die Sprache und der Spracherwerb, sowie Sport und Kultur gefördert.

## Sparkassen-Finanzgruppe
Die Taunus Sparkasse ist Teil der Sparkassen-Finanzgruppe und gehört damit auch ihrem Haftungsverbund an. Er sichert den Bestand der Institute und sorgt dafür, dass sie auch im Fall der Insolvenz einzelner Sparkassen alle Verbindlichkeiten erfüllen können. Die Sparkasse vermittelt Bausparverträge der regionalen Landesbausparkasse, offene Investmentfonds der Deka und Versicherungen der SV SparkassenVersicherung. Im Bereich des Leasing arbeitet die Taunus Sparkasse mit der  Deutschen Leasing zusammen. Die Funktion der Sparkassenzentralbank nimmt die Landesbank Hessen-Thüringen wahr.

## Einlagensicherung
Die Taunus Sparkasse gehört dem Einlagensicherungssystem der Sparkassen an. Diese Sicherung erfolgt auf drei Ebenen. Zunächst ist der regionale Sparkassenverband verpflichtet, eine notleidende Sparkasse über den regionalen Sparkassen-Stützungsfonds (Cash-Fonds) zu stützen. Reichen dessen Mittel nicht aus, so erfolgt ein überregionaler Ausgleich aus Mitteln aller Sparkassen-Stützungsfonds und des Haftungsverbundes mit den Sicherungseinrichtungen der Landesbanken und Landesbausparkassen. Sollte die Stützung der Sparkasse und damit ihrer Einleger durch diese Einrichtungen ebenfalls nicht ausreichen, greift die gesetzliche Einlagensicherung des Einlagensicherungs- und Anlegerentschädigungsgesetzes. Eine Beanspruchung der Gewährträger, durch wen auch immer, wurde nach der Brüsseler Konkordanz ausgeschlossen. Lediglich für Ansprüche, die vor dem 18. Juli 2005 entstanden sind und eine Laufzeit bis zum 31. Dezember 2015 haben, gilt die alte Gewährträgerhaftung.